# Kölcsey Antónia
Kölcsey Antónia (Cseke, 1821. december 15. – Apa, 1876.) naplóíró. Katona Clementina (1856–1932) író édesanyja.

## Életpályája
Pesten tanult; 1837-től Csekén élt. 1838–1844 között írta meg naplóját.
Naplójában érdekes észrevételeket tett nagybátyja, Kölcsey Ferenc életéről, haláláról, a családi szokásokról, a parasztok nehéz életéről.